# Seestermüher Marsch

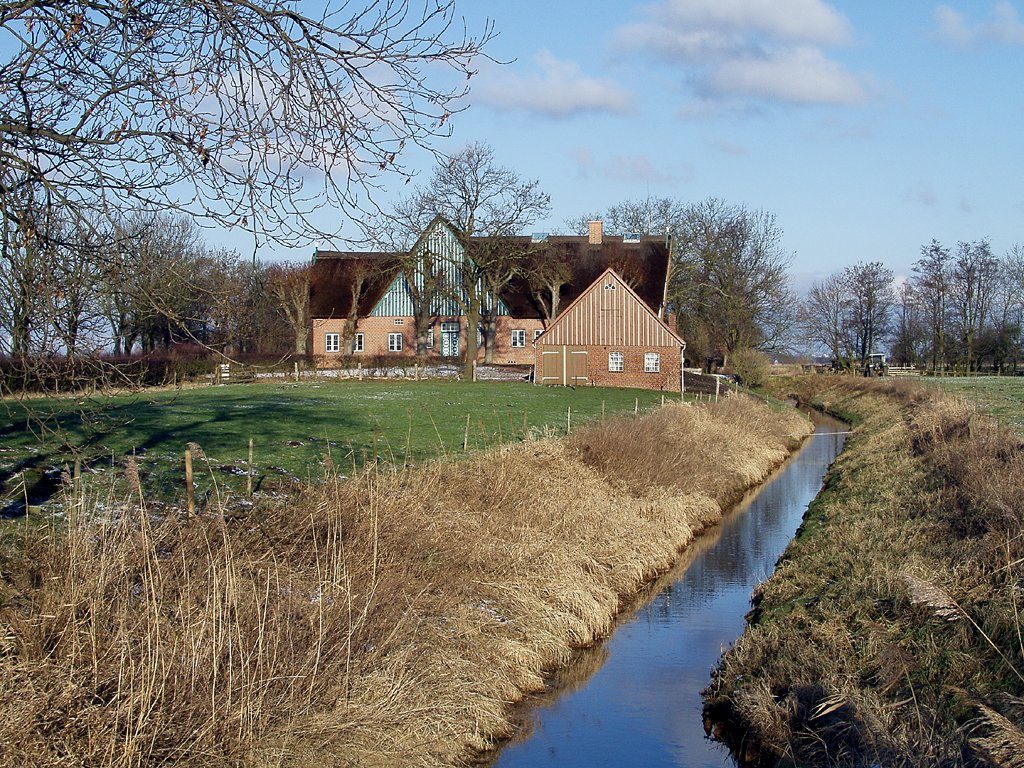
Typisches Bauernhaus der Seestermüher Marsch in Neuendeich

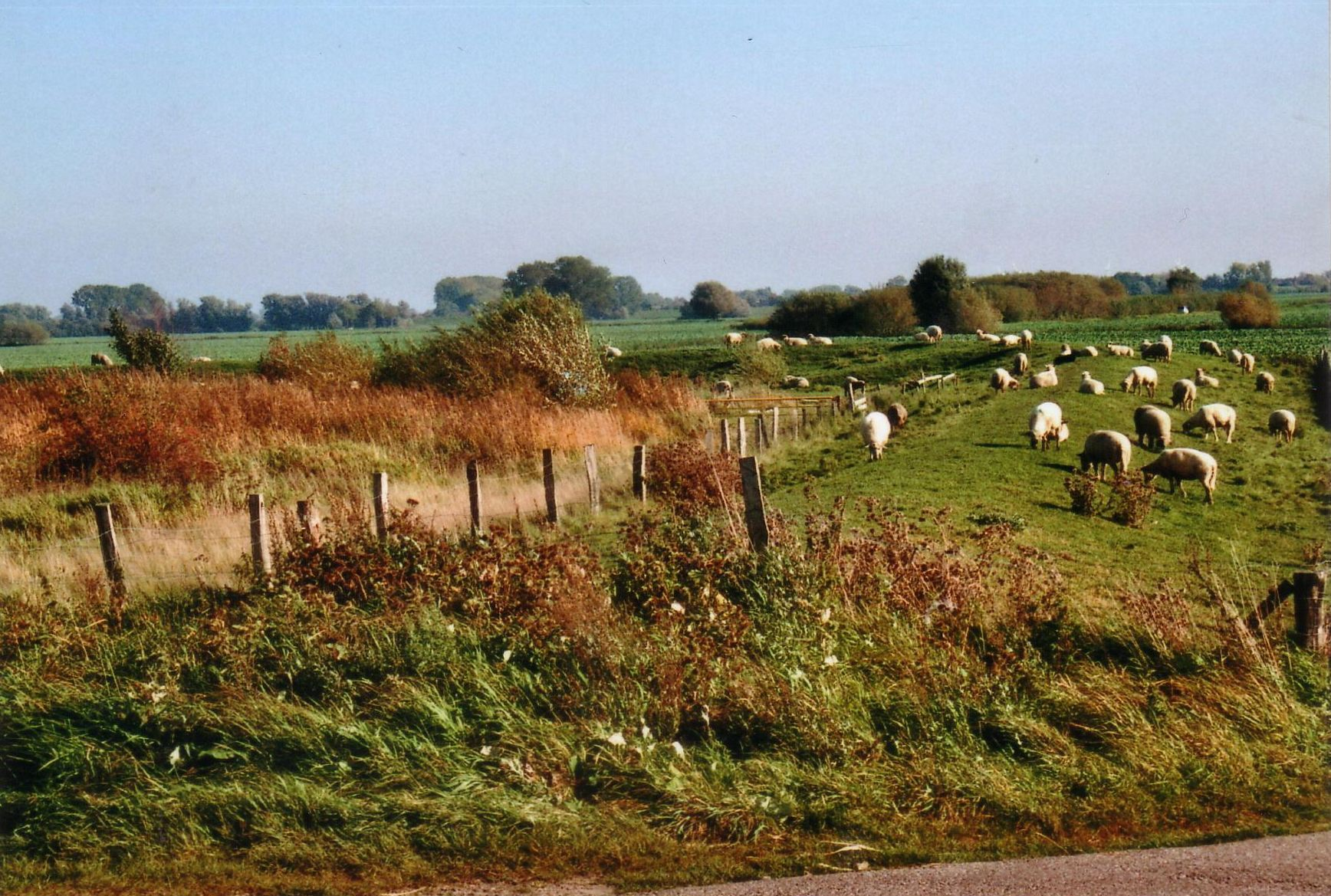
Seestermüher Marsch

Die Seestermüher Marsch ist eine der vier Elbmarschen im südlichen Schleswig-Holstein im Kreis Pinneberg. Sie erstreckt sich auf dem Gebiet der Gemeinden Seestermühe, Seester und Neuendeich zwischen den Elbe-Nebenflüssen Krückau und Pinnau.
Die Seestermüher Marsch ist landwirtschaftlich geprägt, der Boden bietet sehr gute Voraussetzungen für den Anbau von Getreide. Lediglich im Ortsteil Kurzenmoor der Gemeinde Seester, ein von einer Torfschicht überlagertes Moorgebiet am Rande der Seestermüher Marsch am Übergang zur Geest ist kaum für den Ackerbaubetrieb zu nutzen, hier findet sich hauptsächlich saftiges Weideland.
Die Fläche ist beinahe vollständig Landschaftsschutz- und Wasserschutzgebiet. In den Schallen am Seestermüher Elbufer sind eine ganze Reihe seltener und bedrohter Tierarten beheimatet.
Die Seestermüher Marsch ist, wie auch die anderen Elbmarschen, ein Anziehungspunkt für Tagestouristen der umliegenden Städte.
Zwei Trassenvarianten der geplanten Verlängerung der Autobahn 20 führten durch die Seestermüher Marsch. Viele der Bewohner hatten dagegen Protest eingelegt und sich in unterschiedlichen Bürgerinitiativen zusammengefunden. Das laufende Planfeststellungsverfahren sieht jedoch eine andere, diese Marsch nicht betreffende Variante nahe Glückstadt vor.